# Sattler's
Sattler's was een regionale warenhuisketen met het hoofdkantoor op 998 Broadway, Buffalo, New York. Het warenhuis introduceerde als eerste de 'koopjeskelder'-formule in Buffalo en omgeving. 

## Geschiedenis
Sattler's werd in 1889 opgericht door de 17-jarige John G. Sattler als een schoenenwinkel met één ruimte in het huis van zijn moeder op 992 Broadway. Die winkel zou uiteindelijk Sattler's hoofdvestiging worden. In 1950 name de winkel 24,000 m² oppervlakte in beslag met de 33.900 m² grootte vlaggenschipwinkel. Eind jaren 1920 introduceerde de winkel een aantal innovatieve marketing- en promotieacties om klanten te trekken, zoals wekelijkse weggeefacties voor auto's en koorddansers. Ook verkochten ze de voorraden van failliete winkels door,  die ze hadden gekocht vanaf de zogenaamde "Bargain Train". Vanaf 1947 sponsorden ze een jaarlijkse Kerstparade.
Andere vestigingen van Sattler's in de omgeving van Buffalo waren onder meer winkels in het Thruway Plaza in Cheektowaga, New York (1957), de Boulevard Mall in Amherst, New York (1962), de Seneca Mall in West Seneca, New York (1969) en de Main Place Mall in het centrum van Buffalo (1973). In 1962-63 werd er een winkel geopend in Rochester, New York. In 1969 opende het bedrijf winkels in Chautauqua, New York, en in Olean, New York.
In september 1965 opende Sattler's een innovatieve winkel met woonaccessoires en levensmiddelen in een oude industriële terrein van 49.000 m² op Elmwood Avenue en Hertel Avenue in Buffalo. De $5 miljoen kostende winkel van 46.000 m² die op het grondstuk gebouwd werd, werd gerund onder de naam Sattler's Wonderful World of Food, Inc., en Home Furnishings City USA.  De winkel sloot in 1979.
Vanaf 1963 exploiteerde Sattler's ook acht drogisterijen, waaronder vier vrijstaande winkels. Deze winkels zijn in 1979 gesloten.
De Sattler's-keten, destijds eigendom van United Department Stores, sloot in 1982. De vlaggenschipwinkel werd in 1989 gesloopt en vervangen door een Kmart, die in 2003 zijn deuren sloot.